# Friedrich Wilhelm von Chamier
Johann Friedrich Wilhelm von Chamier (* 8. März 1789 in Zemmen; † 18. Oktober 1853 in Königsberg) war ein preußischer Generalmajor.

## Leben

### Herkunft
Friedrich Wilhelm war Angehöriger des Zemmener Stammes des hinterpommerisch-pommerellischen Adelsgeschlechts von Chamier, aus dem zahlreiche Glieder in die Preußische Armee eintraten. Seine Eltern waren der Gutsanteilsbesitzer zu Zemmen D Johann Mathias von Chamier (1766–1793) und Catharina Wilhelmina von Chamier (* 1769) aus der Linie Zemmen E. 

### Laufbahn
Chamier begann 1794 seine Laufbahn, wie 17 weitere Angehörige seines Geschlechts vor und nach ihm, auf der Stolper Kadettenanstalt und wurde 1805 an das Kadettenkorps in Berlin überwiesen. Gegen Ende des Jahres 1806 wurde er Fähnrich im 3. Neumärkischen Reservebataillon. Er machte den Vierten Koalitionskrieg mit und nahm an der Verteidigung von Danzig teil. Gleich zu Beginn des Jahres 1808 wurde er zum Leib-Infanterieregiment (Nr. 8) versetzt, avancierte jedoch bereits wenige Tage später zum Sekondeleutnant im 2. Brandenburgischen Infanterieregiment (Nr. 12), um gegen Ende des Jahres zum 1. Ostpreußischen Infanterieregiment (Nr. 1) zu gelangen. Während des Russlandfeldzugs 1812 nahm er an den Gefechten bei Schlockhof, Mesothen, wofür er belobigt wurde, und Dalbinkrug teil. In den Befreiungskriegen erhielt er für seinen Einsatz bei Groß Görschen das Eiserne Kreuz II. Klasse, nahm dann an der Schlacht bei Bautzen, der an der Katzbach und der Völkerschlacht bei Leipzig teil, wo er verwundet wurde. Es folgten für ihn Kämpfe am Übergang bei Wartenburg, sowie in den Gefechten bei Danigkow, Colditz, Königswartha, Rochlitz, Ludwigsdorf, Löwenberg, Goldberg, Bunzlau, Hochkirch und Reichenbach. Im Januar 1814 avancierte er zum Premierleutnant, stieg 1816 weiter auf zum Kapitän und Kompaniechef sowie 1833 zum Major und Kommandeur des II. Bataillons (Marienburg) des 5. Landwehrregiments auf. Zu Beginn des Jahres 1842 wurde Chamier zum 3. Infanterie-Regiment nach Königsberg versetzt und ebendort im März 1843 zum Oberstleutnant befördert. Im Spätsommer 1845 wurde er mit der Führung des 8. Infanterie-Regiments (gen. Leib-Infanterie-Regiment) in Frankfurt (Oder) beauftragt. Chamier erhielt 1846 den Roten Adlerorden III. Klasse mit Schleife, stieg Ende März zum Oberst auf und wurde schließlich am 28. April 1846 zum Regimentskommandeur ernannt. Daran schloss sich am 2. Januar 1849 seine Ernennung zum Kommandeur der 13. Landwehr-Brigade an, bis Chamier schließlich am 4. April 1850 seinen Abschied als Generalmajor mit Pension erhalten hatte.

### Familie
Chamier vermählte sich 1819 mit Wilhelmine Ernestine (Minna) von Ledebur (1799–1876), Tochter des Oberstleutnants Friedrich Heinrich Clamor von Ledebur (1741–1802) und der Wilhelmine Friederike Louise von Rauter (1762–1840).
Aus der Ehe gingen zwei Töchter hervor:
- Friederica Berta (Klotha) (* 1819) ⚭ 1849 Eduard Constantin von Stuckard (1805–1857)[2]
- Emma Wally Clara Maria (1836–1907) ⚭ 1857 Wilhelm Otto Albert Eduard von Saucken (1823–1885), Erbherr auf Klarhof im Kreis Allenstein[3]